# Coenagrion vanbrinkae
Coenagrion vanbrinkae là một loài chuồn chuồn kim trong họ Coenagrionidae.
Loài này được xếp vào nhóm loài thiếu dữ liệu trong sách Đỏ của IUCN năm 2004, de trend van de populatie is volgens de IUCN dalend.
Coenagrion vanbrinkae được miêu tả khoa học năm 1993 bởi Lohmann.